# Herța
A região de Herța (em romeno Ţinutul Herţa e ucraniano Край Герца) é um território da Ucrânia (um raion) no sul do óblast de Chernivtsi, na fronteira com a Romênia. Situa-se na parte setentrional da Bucovina. Sua população em 2001 era estimada em 32.300 habitantes, dos quais 93% são romenos.
O território foi anexado pela União Soviética em 1940, após o pacto Molotov-Ribbentrop, e subordinada à República Socialista Soviética da Ucrânia. Herța foi recuperada pela Romênia de 1941 a 1944 depois do ataque da forças do Eixo contra a URSS, mas o Exército Vermelho reconquistou a região em 1944. O status deste território foi formalizado pelo Tratado de Paris de 1947.